# Smilax canariensis
Smilax canariensis es una especie de planta trepadora perteneciente a la familia  Smilacaceae, es originaria de Macaronesia. 

## Descripción
Smilax canariensis es un endemismo macaronésico, que vive en Canarias y en Madeira. Se trata de una planta lianoide, leñosa, con tallos espinosos y hojas alternas, ovadas, cuneiformes o truncadas en la base, con bordes no espinosos y con zarcillos que nacen de las vainas estipulares. Las flores son unisexuales y se disponen en glomérulos umbeliformes a lo largo de un eje. Los frutos son bayas que adquieren una tonalidad rojiza.

## Taxonomía
Smilax canariensis fue descrita por Carl Ludwig Willdenow y publicado en Species Plantarum 4: 784, en el año 1806.
Etimología
Smilax, nombre clásico de varias plantas trepadoras volubles.
canariensis, epíteto que significa: del archipiélago canario, en su sentido más amplio. 
Nombre común
Se conoce como "zarzaparrilla canaria".
Sinonimia
- Smilax divaricata Sol. ex H.C.Watson
- Smilax latifolia Sol. ex Lowe
- Smilax rubra Link[3]